# バルデス (スペイン)
バルデス（Valdés）は、スペイン・アストゥリアス州のコンセユ（基礎自治体）。

## 歴史
現在の自治体域における最古の定住地があったのは、旧石器時代前期のアシュール文化の時代である。巨石記念物の時代のものとされる数箇所の墳丘墓が見つかっている。
カストロ文化の定住地跡は自治体内に散在している。発掘品がないので、これらが作られた年代が特定できていない。金の発掘を行うため、ローマはルーゴへ向かうローマ街道を作った。ローマの硬貨や墓石が発見されている。
10世紀から11世紀にオビエド司教座へ寄進を行なった文書中で、初めてこの町の存在が知られた。1270年代、アルフォンソ10世が町にフエロ（特権）を与えた。
19世紀後半にはフリゲート船によるアメリカ合衆国への定期便ができ、最初のアメリカ移民者が現れた。彼らは後年になって財産と社会的権力を携えて故郷へ戻り、この地方の産業や経済発展に貢献した。西インド諸島からの帰国者が建てた美しい建築物も、現代植民地様式のものだった。

## 人口
| バルデス (スペイン)の人口推移 1842－2010                |
|                                                         |
| 出典:INE（スペイン国立統計局）1900年 - 1991年、1996年 - |

## 教区
バルデスは15の教区で構成される。
| - アリエネス - アルカリャナ - アヨネス - バルシア - カダベド | - カネロ - カルセド - カスタニェオ - ラ・モンターニャ - ルアルカ | - ムニャス - オトゥル - パラデス - サンティアゴ - トレビアス |